# Emil Sembach
Emil Sembach, né le 2 mars 1891 à Forsthaus Stifting, près de Greinburg en Haute-Autriche, et mort le 30 juin 1934 à Monts des Géants (Silésie), est un membre du parti nazi, SS-Oberführer et député au Reichstag. Il est assassiné lors de la nuit des Longs Couteaux.
Sembach fait ses études secondaires à Cobourg, puis s’engage dans l’armée dans le 4e régiment d'artillerie à pied (de) de l'armée prussienne. Il participe à la Première Guerre mondiale, au cours de laquelle il commande une batterie.
Au cours des années 1920, il rejoint les rangs d’un groupe nationaliste d’extrême droite, le Bund Wiking. En 1925, il s’affilie au parti nazi, sous le matricule 3.575 puis il entre à la SS le 1er avril 1932.

De février à juin 1932, il dirige la 15e SS-Standarte à Berlin, puis il commande la VIe SS-Abschnitts à Breslau. Le 6 octobre 1932, il est promu SS-Oberführer. Il est élu député au Reichstag en novembre 1933.
Sembach poursuit ensuite sa carrière à la SS en Silésie à l’état-major de la SS-Oberaschnitts à Breslau.
Sembach est arrêté en 1934 par les services du SD, dirigés par Reinhard Heydrich, pour détournement de fonds ; il est également accusé d’entretenir une relation homosexuelle. Il est aussitôt expulsé du parti nazi et de la SS.
Craignant pour sa vie, il sollicite la protection du ministre de l’Intérieur, Wilhelm Frick, qui se révèle impuissant.
Lors de la nuit des Longs Couteaux, du 30 juin au 1er juillet 1934, il est pourchassé, puis abattu dans les Monts des Géants, en Silésie, par un commando de tueurs dirigé par le Führer de la SS-Oberabschnitts de Breslau, Udo von Woyrsch.